# Отречение от ребёнка

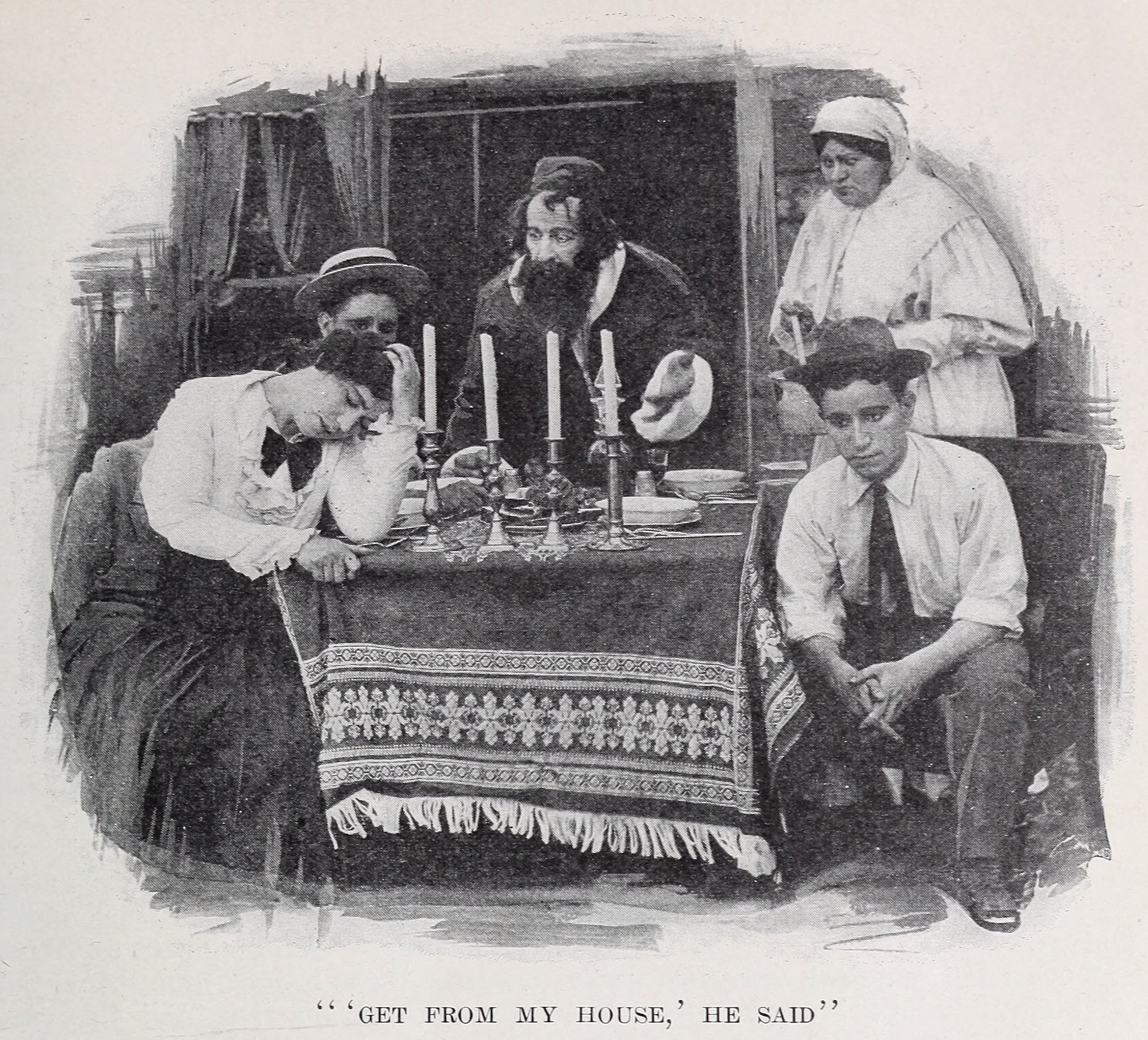
Отец отрекается от своей дочери в фильме 1913 года «Еврейское Рождество»

Отречение от ребёнка происходит, когда родитель отказывается или больше не принимает ребёнка в качестве члена семьи. Это отличается от того, чтобы отдать ребёнка на усыновление. Это социальный и межличностный акт, который, как правило, происходит позже в жизни ребёнка. Среди прочего, это не подразумевает никакой ответственности за будущую заботу, что делает его похожим на развод или отказ от участия (супруга). Отречение от ребёнка может повлечь за собой лишение наследства, изгнание из семьи или избегание, а часто и все три.
Отречение от ребёнка часто является табу. Во многих странах это является формой отказа от ребёнка и является незаконным, когда ребёнок является несовершеннолетним.
В редких случаях общество и его институты принимают акт отречения. Например, британский политик Лео Амери имел двух взрослых сыновей, причем оба были юношами во время Второй мировой войны; один воевал в британских войсках, а другой, Джон Амери, перешёл на сторону нацистской Германии и транслировал пропагандистские радиопередачи на его родину. После окончания войны в 1945 году молодой Амери был предан суду и казнён за измену, после чего его отец попросил и получил разрешение от редакции «Who is Who» изменить данные своей утверждённой биографии с двух сыновей на «одного сына».